# Quítxua d'Ancash
El quítxua d'Ancash és una varietat del quítxua de la serra norcentral del Perú, conformada com un conjunt de dialectes parlat en gran part del departament de Ancash i en la part nord-occidental de Huánuco per aproximadament un milió d'usuaris. Les diferents varietats d'aquest conjunt comparteixen una gramàtica molt similar, trobant les seves principals diferències en la fonologia i algunes frases idiomàtiques; per això, són mútuament intel·ligibles.

## Classificació
Les varietats del quítxua d'Ancash pertanyen a la branca Quítxua I de la família de llengües homònima. Pertanyen a un continu dialectal estès en la Sierra central peruana des de Ancash pel nord fins a les províncies de Castrovirreyna i Yauyos al sud.
Algunes varietats limítrofes d'aquest continu comparteixen parcialment característiques morfològiques que distingeixen al grup ancashino dels altres quítxues centrals, per la qual cosa és difícil establir un límit discret. Entre aquestes varietats pròximes estan els quítxues de Bolognesi, Ocros i Cajatambo i el de la regió de l'Alt Marañón al departament de Huánuco.

## Difusió
El quítxua d'Ancash és parlat en gran part del departament d'Ancash -la serra, principalment- i de les províncies huanuquenyes de Marañón, Huacaybamba i Huamalíes, encara que moltes de les seves isoglosses inclouen altres varietats de Huánuco, el sud d'Ancash i de la província de Cajatambo.
Actualment, la constitució peruana estipula que el quítxua, com altres llengües nacionals, és «oficial en les zones on predomini» al costat del castellà.

## Fonologia
El sistema vocàlic natiu del quítxua ancashino segueix un esquema comú als quítxues centrals. Compta amb tres fonemes vocàlics curts i tres llargs, els quals es distingeixen per la seva articulació com (1) baixa, representada com /a/, (2) alta no arrodonida /i/ i (3) arrodonida /o/. Les dues vocals obertes posseeixen diferents realitzacions, com quasioberta [ɐ] la talla i com totalment oberta [äː] l'allargada. Les vocals altes, per part seva, solen variar entre [i~ɪ] i [o~ʊ]. Les vocals presenten una al·lofonia notable quan es presenten en veïnatge a la consonant uvular /q/. D'una banda, les vocals baixes es retreuen cap a la posterior [ɑ]; mentre que les vocals altes es realitzen més obertes en el seu veïnatge, com [e e̞]~i [o~o̞] respectivament, variant el grau d'obertura de la posició de la síl·laba i de la presència de consonants sonores, com a nasals i vibrants que redueixen l'obertura. També en presència de la uvular,
En la varietat de Huaylas, parlada a l'oest de la Sierra Blanca, així com en algunes zones veïnes, ocorre un fenomen conegut com monotongació; és a dir, uns certs diftongs es converteixen en vocals úniques allargades. En aquesta mateixa regió, alguns d'aquests fonemes poden aparèixer per l'allargament vocàlic. En el cas del sufix locatiu -ćhaw i del comparatiu -naw, aquests es monoptongan en tot l'àmbit del quítxua d'Ancash.
|   | Segment | Monoptongació                | Exemple  | Exemple  | Traducció        |
| ɐ | /aj/    | [eː]                         | /ajwaj/  | [eːweː]  | anar             |
| ɐ | /aw/    | [oː]                         | /jaw/    | [joː]    | hey              |
| ɪ | /ij/    | [iː] (en tots els dialectes) | /purij/  | [pʊɾiː]  | caminar          |
| ɪ | /ɪː/    | [eː]                         | /pʊriː/  | [pʊɾeː]  | [jo] camino      |
| ʊ | /ʊj/    | [iː]                         | /tiːpʊj/ | [tiːpiː] | bategar –el cor– |
| ʊ | /ʊː/    | [oː]                         | /ʊɾkʊː/  | [ʊɾkoː]  | el meu front     |

Quant a les consonants, es presenta una important diversitat entre varietats. La varietat compta amb tres nasals /m, n, ɲ/, quatre oclusives /p, t, k, q/, dues africades de valor variable, tres fricatives /s, ʃ, h/, dues aproximants /j, w/ i tres líquides /ʎ, ɾ, l/. La uvular /q/ es pronuncia oclusiva només en el Carreró de Huaylas, sent fricativa en les altres províncies: sorda [χ] a Corongo per a totes les posicions, mentre que en els Conchucos és sonora [ʁ] en posició inicial i sorda en coda. La nasal alveolar /n/ posseeix tres al·lòfons, a saber: la velar [ŋ], en coda sil·làbica i quan antecedeix a la vetllar /k/, la uvular [ɴ] quan antecedeix a /q/, i la bilabial [m] davant de /p/. La vibrant /ɾ/ et torna en sibilant retroflexa [ʐ] en inici de paraula. Les oclusives sonores bilabial /b/, dental /d/ i vetllar /g/, així com les fricatives bilabial sorda /ɸ/ i retroflexa sorda /ʐ/, s'usen com a fonemes diferents solo en préstecs del castellà.
|            | Bilabial | Bilabial | Alveolar | Alveolar | Postalveolar | Postalveolar | Retroflexa | Retroflexa | Palatal | Palatal | Velar | Velar | Uvular | Uvular | Glotal | Glotal |
| ---------- | -------- | -------- | -------- | -------- | ------------ | ------------ | ---------- | ---------- | ------- | ------- | ----- | ----- | ------ | ------ | ------ | ------ |
| Nasal      |          | m        |          | n        |              |              |            |            |         | ɲ       |       |       |        |        |        |        |
| Oclusiva   | p        | (b)      | t        | (d)      |              |              |            |            |         |         | k     | (g)   | q~χ~ʁ  | q~χ~ʁ  |        |        |
| Continuant | (ɸ~f)    |          | s        |          | ʃ            |              |            | (ʐ)        |         | j       |       | w     | q~χ~ʁ  | q~χ~ʁ  | h      |        |
| Africada   |          |          | t͡s*      |          | t͡ʃ*          |              | ʈ͡ʂ*        |            |         |         |       |       |        |        |        |        |
| Lateral    |          |          |          | l        |              |              |            |            |         | ʎ       |       |       |        |        |        |        |
| Vibrant    |          |          |          | ɾ        |              |              |            |            |         |         |       |       |        |        |        |        |

En totes les varietats del quítxua d'Ancash es compten amb dos africades sordes, però només a l'àrea de Sihuas mantenen els seus valors originals de postalveolar /ʧ/ i retroflexa /ʈʂ/. A Corongo, el postalveolar /ʧ/ original és avui alveolar /ts/, i en totes les altres províncies, la retroflexa a més s'ha fet postalveolar /ts/. A Huamalíes, aquest últim fonema es troba desafricat com la xiulant alveolar /s/
El protofonema */s/ prevocàlic, d'altra banda, ha estat comunament aspirat (pronunciat com [h]) excepte excepcions novament al nord (Sihuas i Conchucos). A Huaylas i la seva rodalia arriba fins i tot a desaparèixer en determinades posicions intervocàliques. Per exemple, /wa.si/ → [wɐ.hɪ] → [wɐ.ɪ]. A Huaylas i el sud de Conchucos */ɲ/ s'efectua despalatitzada, mentre que a Huamalíes es despalatitza a més */ʎ/.

## Fonotáctica
Les síl·labes del quítxua tenen per nucli una única vocal monoptonga. Per regla general, accepten una consonant en posició d'atac (principi de síl·laba), així mateix en la coda (fi de síl·laba) quan la vocal és curta. No obstant això, en els préstecs més recents del castellà es poden acceptar fins a dues consonants en atac, especialment amb consonants líquides; per exemple, /tɾa.ba.ha-/. Torero i Parker van denominar com a síl·labes curtes aquelles que contenen una vocal curta no travada i com a síl·labes llargues les que tinguin una vocal llarga o concloguin amb una consonant.
Les síl·labes amb vocals allargades no poden acabar amb una consonant; és així que quan ocorren seqüències fonèmiques del tipus /V:-C/ es resolen escurçant la vocal. Per exemple, /miku-jkaː-n/ → /mi.kuj.kan/ (està menjant). S'exclou també l'ocurrència de hiats excepte en els casos on /h/ es presenta muda en posició intervocàlica.

### Prosòdia
L'accentuació no és un element de distinció semàntica; no obstant això, l'ancash, com tots els quítxues centrals, presenta un sistema prosòdic complexos i poc estudiat. L'accent lèxic sol estar determinat per la composició fonemàtica de les síl·labes. Torero va descriure per a la varietat del Carreró de Huaylas que l'accent solia recaure el penúltima síl·laba quan la paraula mancava d'una síl·laba llarga en posició no final. Aquestes mateixes síl·labes llargues atraurien l'accentuació. D'altra banda, per a Parker la norma en la major part de Áncash és que la síl·laba més intensa sigui la penúltima síl·laba, presentant-se un sistema més complex en el Carreró de Huaylas. En aquesta regió, la posició de les paraules respecte de la pausa o final de clàusula jugava un rol important. Així, el parlant accentua regularment les paraules en la primera síl·laba de cada paraula excepte la final de clàusula; aquesta s'accentua en la síl·laba llarga no final.
Les interjeccions reben l'accentuació i una elevació lleugera del to de veu en les seves síl·labes finals. Els allargaments vocàlics en final de paraula també atreuen l'accent.
/piqa-:/ [pe'qa:].

## Escriptura
El primer inventari de lletras per a l'Ancash deriva de l'Alfabet Bàsic General del Quítxua establert en 1975 pel Ministeri d'Educació mitjançant Resolució Ministerial Núm. 4023-75-ED. Aquest constava d'un alfabet llatí com va establir un patró extra per representar l'africada alveolar com ⟨ts⟩, la retroflexa com ⟨tr⟩ i les vocals llargues com a dobles, heretant de l'espanyol les grafies ⟨ñ⟩ per a la nasal palatal i el dígraf ⟨ch⟩ per a l'africada palatal. Posteriorment, en 1985, es va modificar la norma només per reduir a tres els signes vocàlics, eliminant per l'Ancash les representacions ⟨e⟩, ⟨ee⟩, ⟨o⟩, ⟨oo⟩ de la seva escriptura.
El juny de 2014, un Esdeveniment Nacional convocat pel ministeri, es va discutir la implementació de l'alfabet quítxua, resultant amb l'acord conformar alfabets separats per a grups dialectals de la família quítxues, constant com a novetat per als quítxues centrals la grafia ⟨ćh⟩ per a la africada retroflexa en comptes de ⟨tr⟩. No obstant això aquests avanços, es manté l'estat de diglòssia literària entre les províncies que fan diferent ús consonants africades.
| Lletres             | A   | AA   | CH   | H   | I   | II   | K   | L   | LL  | M   | N   | Ñ   | P   | Q   | R   | S   | SH  | T   | TS   | O   | UU   | W   | I   |
| Valor fonèmic (AFI) | /a/ | /aː/ | /t͡ʃ/ | /h/ | /i/ | /iː/ | /k/ | /l/ | /ʎ/ | /m/ | /n/ | /ɲ/ | /p/ | /q/ | /ɾ/ | /s/ | /ʃ/ | /t/ | /t͡s/ | /o/ | /uː/ | /w/ | /j/ |

Per a alguns préstecs del castellà, es fan ús d'un grup de consonants particular. Exemple ''burriku chinchuu'' una varietat de chincho (Tagetes).
| Lletres             | B   | D   | F   | G   | RR  |
| Valor fonèmic (AFI) | /b/ | /d/ | /ɸ/ | /g/ | /ʐ/ |

## Varietats dialectals
El quítxua d'Ancash es divideix en dues grans varietats dialectals: El quítxua de Huaylas i el quítxua de Conchucos es distingeixen per la fonètica, i per l'ús de paraules diferents.

## Gramàtica
Com tots els quítxua, és una llengua aglutinant, és a dir, que forma paraules mitjançant l'addició de diversos afixs a les seves arrels. En aquest cas específic, s'usen exclusivament sufixs ja siguin flexius o derivatius, havent-hi molt pocs lexemes que no admeten sufixos com a interjeccions o fàtiques, com yaw ('sent!', 'hola') i les expressives, com alalaw ("quin fred!"), atataw ("que lleig!"), ananaw (quin cansament!), etcètera. A més, és del tipus SOV (Subjecte Objecte Verb).

### Morfologia
Les arrels nominals del quítxua admeten sufixos flexius de número, persona i cas. Per exemple, amb l'arrel haka ("cuy"):
hakakuna: cuyes (número)
hakayki: el teu cuy (persona)
hakawan: amb cuy (cas)
qampa hakaykikunawan: amb els teus cuyes.
Les arrels verbals admeten amalgama de número i persona, sufixos de temps, de subordinació, de condicionalitat i d'imperativitat. Per exemple, amb l'arrel miku- ("menjar"):
mikui: menjar o menja (infinitiu o imperatiu segona persona)
mikunki: tu menges (número i persona)
mikurqayki: tu vas menjar (temps passat)
mikuptiyki: si menges... (condicionalitat)
El quítxua posseeix una gran quantitat de sufixos derivatius. El canvi de categoria gramatical ocorre en dos sentits contraris: la nominalització i la verbalització.
- qillay (plata) → qillayyuq ("el que posseeix plata", platudo).
- yaku (aigua) → yakuna(i)- ("tenir set", verbalització)
- puri- (caminar) → puriq, més usual purikuq ("caminante", errant: nominalització)
- kuti- (tornar) → kutichi ("retornador gairebé maniàtic")
- kuka (coca) → kukakamuy- ("anar a comprar coca", verbalització)
- Allqunnaqpipí allim kawakullaa imaypis kikillaanapis: 'encara que ja solet, viu sempre bé fins sense gos'.

L'ús de determinats sufixos pot determinar l'afectivitat de l'expressió.
- Piwan aywan? Amb qui va?
- Piwanraq aywan? " Amb qui pot anar?" (inquiet).
- Pillawanraq aywan?; Piwanraq aywallan? "Si us plau, amb qui va?" (molt inquiet).

Els sufixos verbals -ykU i -llaa poden afegir un sentit de deferència. En les següent frases de la manera imperativa, "assegui's" té diferents connotacions:
- hamay, ordre directa (Asseu-te).
- hamaykui, o hamaykamui, invitació.
- hamaykullai, o hamaykallaamui, invitació afectuosa ("asseu-te, si us plau").

### Frase substantiva
La frase substantiva en el quítxua d'Ancash té dues estructures fixes, on els seus diversos components poden ser omeses depenent el context: La primera consta exclusivament d'un pronom i la segona de diversos components amb un nom o substantiu com a nucli.
| nuqa      | jo                     |
| qam       | tu                     |
| pay       | ell, ella,             |
| nuqantsik | nosaltres (as) (incl.) |
| nuqakuna  | nosaltres (as) (excl.) |
| qamkuna   | vostès                 |
| paykuna   | ells (es)              |

| 8 | nom (nucli)                                    |
| 7 | nom(s) (atributiu(s))                          |
| 6 | adjectiu(s)                                    |
| 5 | preadjectiu {aysi, allaapa, llumpay, mes, may} |
| 4 | negació {raja}                                 |
| 3 | frase numeral                                  |
| 2 | quantificador {llapan, atska(q), chipya (t)}   |
| 1 | pronom demostratiu                             |

### Enclítics
L'actitud o la certesa del parlant respecte a la informació donada s'expressa per mitjà dels sufixos enclítics (= tsuyapaq qipapa), afixos que modifiquen virtualment qualsevol paraula. Per exemple, amb yaykurqan (ell/ella va entrar):
- yaykurqanel meu (sabut personalment)
- yaykurqanshi (conegut per uns altres)
- yaykurqannaachi (conjectura feble)
- yaykurqanchaa (conjectura forta)
- yaykurqantsu (negació)
- yaykurqanku (indagació, interrogació)

### Sintaxi
Sintaxi en quítxua = shimipatsatsiq.
El quítxua és una llengua SOV
Mitsiqkunaqa waynutam takiykaayan = Els pastors estan cantant huaino.
Com sol ocórrer en aquesta mena de llengües, una paraula sol fer-se adjectiu en anteposar-se a un substantiu o adverbi en fer-ho davant un verb
- wawa 'bebè' + wayi 'casa' → wawa wayi 'casa de bebès, guarderia'
- chunka (deu) + llama 'llama' → chunka llama 'deu llames'
- raja (no) + munaa '[jo] vull'
- manam munaatsu 'no vull'
- Washku kanku (hi ha glop?): 1. Manam kantsu 2. kantaqku ("no hi ha") 3. kantaaku ("no hi ha" -en regió trasandina-)

Quan es connecten dos substantius, el primer actua com a 'qualificador' i el segon com a 'nucli fraseal'. En el cas d'adjectiu i substantiu, l'adjectiu sempre va a l'esquerra.
- Aswa puyñu: càntir per chicha; ñumya puyñu: càntir on es guarda ñumya (varietat de frejol).Ichik puyñu: càntir petit.
- Huk puyñu aswa: un càntir de chicha; mulli aswa: chicha de molle. Yuraq aswa: chicha blanca.Puyñu aswa: chicha de (en) càntir. Aluniira aswa: chicha de la galonera.[7][8]

D'altra banda, el sufix -qa (tòpic) marca sigui el subjecte o l'objecte segons el context.Quan sufija a un substantiu-arrel, es pot traduir usant els articles: el, la, els, les.
Yayaaqa akshutam mikurqan. (El meu papà va menjar papa; ressalta l'acció del subjecte). Respondria a què va menjar el teu pare?
Yayaami akshutaqa mikurqan. (El meu pare va menjar la papa; destaca l'objecte, l'actor no va ser un altre que el pare). Contestaria a qui va menjar la papà?
Chiiqusqa waqaykachan. (El sapito està que rauca). Kuchikunaqa allaapa mikun (els chanchos mengen molt)
No hi ha veu passiva, segons Gary Parker, qui suggereix una "veu semipasiva"

### Implicitud del verb ser
Kay: ser, haver-hi, existir, com a verb substantiu.Però hi ha expressions que no comporten cap desinència del verb kay(ser, to be, etre) però són autèntiques oracions gramaticals que implicitan aquest verb.Per a això alguna vegada s'usa la posposició -m o -el meu.
1. Nuqallaa, sóc jo, vet-me aquí.
2. Paytsuraq?, serà ell?; paynaachi, penso que és ell, pot ser ell.[11]
3. Paytash, diu que a ell; manam paytatsu, no és a ell.
4. Xiulen?, qui és?; nuqam, 'sóc jo' o bé nuqachaa, 'perquè sóc jo'.
5. Allqupaqku?, és per al gos?; allqupaqmi, sí que és per al gos.
6. Nuqam (nuqallaami [to respectuós en contestar], sóc jo, vaig ser jo; qammi, ets tu, tu vas ser (el temps, segons el context).
7. Kaychi Limaq!, això és Lima!, pregunta i sorpresa.
8. Imatan?, allqum (què és?, és gos)
9. Yamayllaku?, yamayllam (estàs bé?, perquè estic bé)

## Obres d'estudi i consulta
- Gramática quechua Ancash- Huailas per Gary J. Parker
- Diccionario quechua Ancash Huailas per Gary J. Parker i Amancio Chávez.
- Diccionario Quechua ancashino- Castellano per Francisco Carranza Romero Iberoamericana- Vervuert Maguncia (2003)
- Quechua básico de Áncash per Eliseo Alvarado i Martín Quiroz
- Glosario de Quechua de Huarás, en español e inglés de Menandra Mosquera
- Yachakunapa Shimi Qullqa Anqash Qichwa Shimichaw por Leonel Alexander Menacho López Ministerio de Educación Lima (2005)
- Diccionario de Matemática Quechua Castellano Inglés por Elmer Félix Neyra Valverde Lima (2015) ISBN 978-612-4201-48-6